# Ponerorchis
Ponerorchis is een geslacht van orchideeën, nauw verwant aan het grotere geslacht Orchis.
Het zijn terrestrische orchideeën van graslanden en groenblijvende bossen in gematigde, bergachtige gebieden van de Himalaya tot Siberië en Japan.

## Naamgeving en etymologie
De wetenschappelijke naam Ponerorchis is afgeleid van het Oudgriekse 'poneros' (onbruikbaar), naar het geringe economische belang van dit geslacht.

## Kenmerken
Ponerorchis-soorten zijn terrestrische, zelden epifytische, overblijvende planten (geofyten), die overwinteren met ondergrondse, bolvormige of spoelvormige rizomen. Ze onderscheiden zich van het geslacht Orchis doordat op het gynostemium de pollinia worden omgeven door twee bursicula in plaats van slechts een.

## Taxonomie en fylogenie
Het geslacht Ponerorchis is in het verleden afgescheiden van het grotere geslacht Orchis, waaran ze inderdaad verwant zijn. Doch uit wetenschappelijk onderzoek door Bateman et al. blijkt dat om een monofyletische groep te vormen, Ponerorchis zou moeten uitgebreid worden met de soorten van het geslacht Chusua.

### Soorten
Het geslacht omvat 18 soorten. De typesoort is Ponerorchis graminifolia.
- Ponerorchis brevicalcarata  (Finet) Soó, (1966)
- Ponerorchis chidorii (Makino) Ohwi, (1936)
- Ponerorchis chrysea (W.W.Sm.) Soó, (1966)
- Ponerorchis chusua (D.Don) Soó, (1966)
- Ponerorchis crenulata Soó, (1966)
- Ponerorchis curtipes (Ohwi) J.M.H.Shaw, (2003)
- Ponerorchis graminifolia Rchb.f., (1852)
- Ponerorchis hemipilioides (Finet) Soó, (1966)
- Ponerorchis hui (Tang & F.T.Wang) Soó, (1966)
- Ponerorchis joo-iokiana (Makino) Soó,(1966)
- Ponerorchis kiraishiensis (Hayata) Ohwi, (1936)
- Ponerorchis kurokamiana (Hatus. & Ohwi) J.M.H.Shaw, (2003)
- Ponerorchis limprichtii (Schltr.) Soó, (1966)
- Ponerorchis nana (King & Pantl.) Soó, (1966)
- Ponerorchis puberula (King & Pantl.) Verm., (1972)
- Ponerorchis renzii Deva & H.B.Naithani, (1986)
- Ponerorchis taiwanensis (Fukuy.) Ohwi, (1936)
- Ponerorchis takasago-montana (Masam.) Ohwi, (1936)